# Ga đường sắt cao tốc Đài Nam

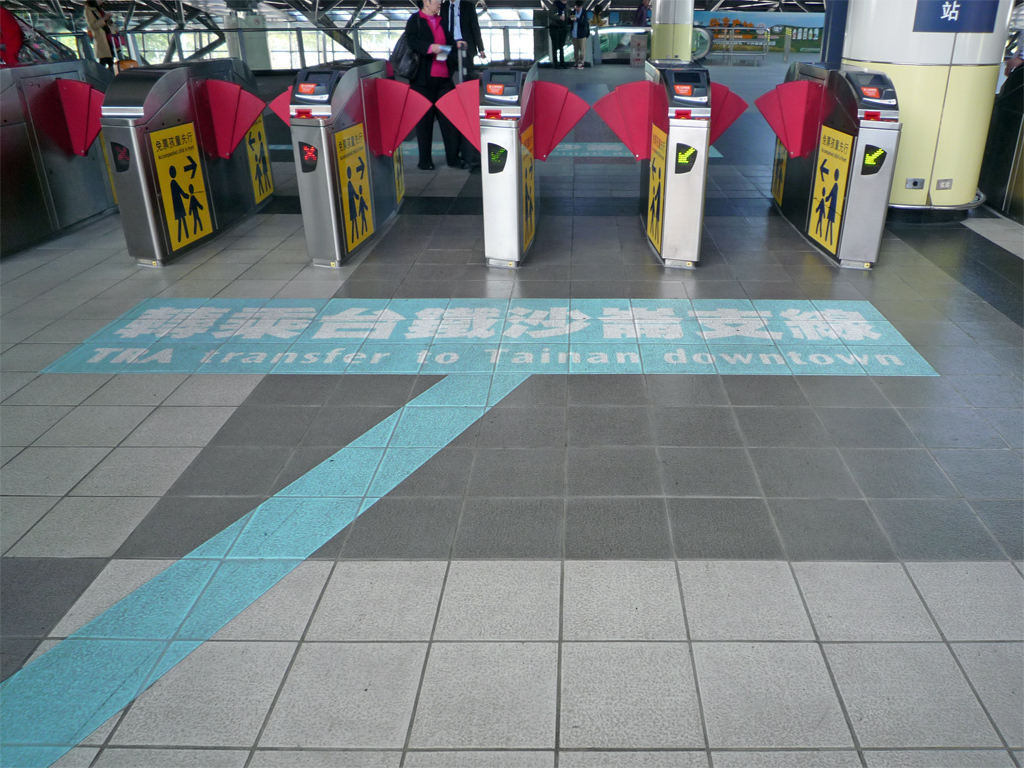
Direction sign of TRA platform which is behind ticket barrier in THSR Tainan Station.

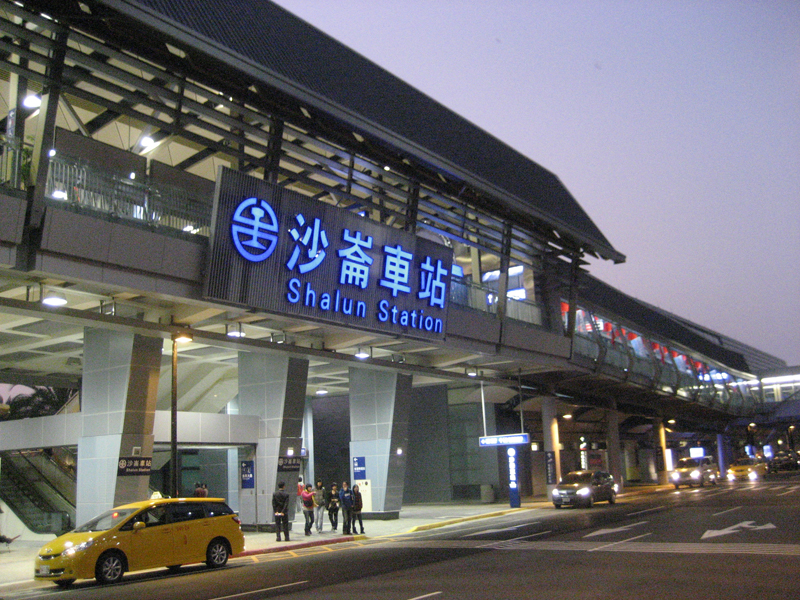
THSR Tainan Station is connected by skywalk to TRA Shalun Station shown above.

Đài Nam (tiếng Trung: 台南; bính âm: Táinán) là ga đường sắt ở Đài Nam, Đài Loan phục vụ bởi Đường sắt cao tốc Đài Loan, và được kết nối với Sa Lôn cho các dịch vụ TRA.